# Животворящий Крест
Это статья про христианскую реликвию. О кресте как символе см. Распятие. О городе, ранее называвшемся «Святой Крест», см. Будённовск.
Животворя́щий Кре́ст (греч. ὁ ζῳοποιὸς σταυρός), также И́стинный Крест, или Крест Госпо́день, и Животворя́щее Дре́во — крест, на котором, согласно христианскому вероучению, был распят Иисус Христос. Является одним из орудий Страстей Христовых и относится к главным христианским реликвиям.

## Апокрифические сказания о Кресте
Евангелия не сообщают особенных подробностей о кресте, на котором Христос был казнён через распятие. Он упоминается как уже готовый предмет при описании его несения Христом на Голгофу (например, рассказ о крестном пути у евангелиста Луки в Лк. 23:26—31).
Апокрифическая же литература, в отличие от канонических текстов, содержит множество деталей легендарной истории Животворящего Креста. Однако история креста в качестве значимой для христианского мира реликвии, подкрепляемая достоверными свидетельствами, начинается лишь с раскопок, проведённых равноапостольной императрицей Еленой и описанных многими раннехристианскими историками.
Цикл легенд о Животворящем Кресте возник преимущественно в Палестине и имеет древнее происхождение (ранние списки «Евангелия от Никодима» датируются V веком). Основной акцент в апокрифических сказаниях сделан на связи орудия крестной смерти Христа с одним из райских деревьев и другими событиями Ветхого Завета. Также апокрифы повествуют и об обстоятельствах обретения Креста (апокриф «Учение Аддая апостола»).
Исследователи считают, что авторы этих преданий не ставили цель прославить данную христианскую реликвию, значимость которой никогда не оспаривалась. Целью было показать происхождение христианства (бывшего на тот момент ещё «молодой» религией) от древнейшей традиции, буквально «от Адама».
Апокрифическая история Животворящего Креста нашла своё отражение в многочисленных изображениях. Наиболее полный цикл изображений этой истории выполнен в 1452—1465 годы Пьеро делла Франческа на фресках в главной капелле базилики Сан Франческо в Ареццо.

### Сказание о трёхсоставном восьмиконечном Кресте
В греческой, а затем и в древнеславянской агиографической литературе существует рассказ о трёхсоставном восьмиконечном (осьмиконечном) Кресте. Согласно данному повествованию, Христос был распят на Кресте, который был сделан из трёх частей, а каждая часть была из разной породы дерева. Столб Креста был сделан из кипариса; поперечная перекладина, к которой были прибиты руки Христа, была сделана из певга (сосны); «подножие» — нижняя поперечная перекладина, на которой стояли ноги Иисуса Христа, была сделана из кедра. В качестве подтверждения к данному объяснению приводили слова из Книги пророка Исайи: «Слава Ливана придёт к тебе, кипарис и певг и вместе кедр, чтобы украсить место святилища Моего, и Я прославлю подножие ног Моих» (Ис. 60:13). Данное сказание изложено в помещённом в Житии святителя Григория Омиритского, епископа Негранского (память 19 декабря), прении Григория с раввином Ерваном. Рассказ о трёхсоставном Кресте нашёл отражение в богослужебных текстах Православной церкви, в Октоихе, в Минеи, в Постной Триоди.

### Богомильская легенда
Богомилам приписывается одна из дуалистических легенд о Животворящем Кресте, рассказывающая о творении мира и насаждении рая одновременно Богом и Сатанаилом. Согласно этой легенде, Бог при насаждении одного из райских деревьев говорит Сатанаилу: «Здесь будет тело моё, и дерево послужит для твоего изгнания». Когда же Сатанаил отверг Бога, то, придя посмотреть на древо познания добра и зла, он был изгнан его таинственной силой из рая, и дьявол впервые стал чёрным. Дерево же разрослось на три ствола, называемых стволы Адама, Евы и Господа (в центре). После изгнания первых людей из рая дерево распалось, и только часть Господа осталась на месте. Часть Адама упала в Тигр и была принесена водой в землю Мадиамскую, а часть Евы во время всемирного потопа попала в Мерру. Из этих двух частей по богомильской легенде и был сделан Крест для распятия Иисуса Христа.

### «Золотая легенда»
Этот текст предания о Животворящем Кресте сохранился на Западе в составе «Золотой легенды», на Востоке известен лишь по нескольким греческим рукописям.
Основа истории о происхождении материала для Животворящего Креста взята из апокрифического «Евангелия от Никодима». В нём рассказывается, что когда Адам был при смерти, его сын Сиф пошёл к вратам Рая с целью получить масло прощения и помазать им тело своего отца. Однако явившийся архангел Михаил сообщил, что масло прощения всему миру будет даровано через 5500 лет (пророчество о пришествии Христа) и дал Сифу ветвь от древа познания Добра и Зла, плод с которого вкусил Адам во время грехопадения. Вручив ветвь, архангел сказал: «Если сможешь оживить сей сухой плод, то быть ему исцелённым».
Вернувшись домой, Сиф нашёл Адама мёртвым и вложил сухую ветку в его рот (по другим версиям, на голову Адама Сиф надел венок, сплетённый из этой ветви, или это сделал сам Адам, который был ещё жив к моменту возвращения Сифа). Затем из неё проросло дерево из трёх сросшихся стволов, которое продолжало расти тысячелетия до наступления времён царя Соломона.
Этот царь, срубив дерево, пытался употребить его при строительстве Иерусалимского храма, однако оно не подошло из-за размеров. Брус использовали при строительстве моста. Когда известная своей мудростью царица Савская нанесла визит Соломону, она преклонила перед древом колени. Поклонившись, она предрекла, что Спаситель мира будет повешен на этом древе, и оттого царству иудеев придёт разорение и конец. Затем, вместо того чтобы ступать по дереву, она босая перешла ручей вброд. Испугавшийся Соломон приказал закопать брус.
Древесина была найдена при строительстве бассейна для омовения внутренностей жертвенных животных. Однако вода в нём прославилась исцелениями, и его превратили в целебную купальню (Вифезда, имевшая пять крытых ходов). После ареста Христа древо всплыло из вод купальни. Из него решили изготовить Крест для распятия Иисуса Христа, а именно вертикальный несущий столб. Поперечный брус, табличка и подножье были сделаны из других пород деревьев. Существуют представления о четверичности голгофского креста, сделанного из четырёх деревьев стран света — кедра, кипариса, оливы и пальмы.

### Русские апокрифы
В русском апокрифе «Слово о Крестном Древе» (XV—XVI века) приводится история Крестного Древа, аналогичная европейской «Золотой легенде», с прибавлением легенд о Моисее и Лоте. Однако царица, пришедшая к Соломону, называется сивиллой. Она, придя посмотреть на выброшенное Соломоном древо, села на него и была опалена огнём. После этого она изрекла: «О тръклятое дрѣво», а народ, стоявший рядом, воскликнул: «О тръблаженое дрѣво, на немже распятся Господь!». Также «Слово о Крестном Древе» сообщает, что древо из легенды о Моисее (см. ниже) пошло на изготовление креста для распятия Безумного разбойника.
В русских апокрифах царица Савская часто называется «сивиллой» и в ряде источников ей приписывается пророчество о судьбе древа, отвергнутого Соломоном при постройке храма:
Царица Никавля и она же Сивилла Савская, увидя въ Іерусалимѣ у Соломона не гніючее древо, на коемъ около тысячи лѣтъ послѣ распятъ Христосъ, въ изступленіи возгласила: Се древо, на немъ же Богъ облечённый плотію умретъ въ воскресеніе.

### Прочие легенды
- Связанная с Моисеем:

Легенда основана на описанной в Ветхом Завете истории народного ропота у горько-солёного источника Мерры (Исх. 15:23—25). В апокрифах существуют две версии этого сюжета. Первая — Моисей посадил на берегу источника древо, принесённое из рая во время всемирного потопа (см. богомильскую легенду о древе Евы). Вторая — ангел дал Моисею ветви трёх деревьев (алоэ, кедр и кипарис) и велел, сплетя их вместе как символ Святой Троицы, посадить на берегу. В обоих вариантах легенды дальнейшая судьба выросшего дерева соответствует описанной в «Золотой легенде» истории с царём Соломоном.
- Связанная с Лотом:

Эта легенда описывает происхождение древа для креста благочестивого разбойника, однако в ряде вариантов с ней связывается и происхождение Животворящего Креста. Согласно легенде, Сиф получил от ангела не только ветвь от древа познания добра и зла, но и ещё одну, которую Сиф позднее зажёг на берегу Нила, и она долго горела огнём неугасимым. Когда же Лот согрешил со своими дочерьми, то Бог велел ему для искупления посадить три головни из того костра и поливать их, пока не вырастет большое дерево. Из этого дерева был сделан крест благочестивого разбойника, или, пройдя путь, описанный в «Золотой легенде», оно стало материалом для Животворящего Креста.
Существует и вторая легенда о происхождении древа для Креста, связанная с Лотом. Когда Аврааму в Мамре явился Бог в виде трёх ангелов, то они перед уходом в Содом оставили ему три своих посоха. Их и отдал Авраам Лоту после его грехопадения с дочерьми, велев посадить их в окрестностях Иерусалима и поливать водой из Иордана. Лот, стремясь искупить свой грех, выполнил поручение Авраама — посадил посохи в долине, сам носил воду из Иордана, боролся с сатаной, искушавшим его через помыслы. Посохи проросли и выросли в триединое дерево пинию-кипарис-кедр. Далее судьба дерева повторяет историю, описанную в «Золотой легенде».
Православный монастырь Святого Креста, один из старейших в Иерусалиме, согласно преданию, построен там, где Лот посадил древо Креста. Серебряный круг в часовне позади главного алтаря монастырской церкви отмечает это место, почитаемое как священное.

## Обретение креста

### Свидетельства церковных историков

#### Церковные историки IV—V веков
Следующий цикл рассказов, говорящий уже об обретении исторической церковной реликвии — Креста, общепринятого верующими как Истинный, ведёт своё начало с 326 года, когда, как считается, он был найден святой царицей Еленой (матерью императора Константина Великого) во время её путешествия в Иерусалим, предпринятого с целью паломничества и поиска христианских реликвий:
…божественный Константин отправил с сокровищами блаженную Елену для отыскания животворящего креста Господня. Иерусалимский патриарх, Макарий, встретил царицу с подобающею честью и вместе с нею отыскивал желанное животворящее древо, пребывая в тишине и прилежных молитвах и пощениях.
— «Хронография» Феофана, год 5817 (324/325)
Вместе с Крестом Господним Еленой были обретены четыре гвоздя и титла INRI.
Эта история описана многими авторами того времени: Амвросием Медиоланским (ок. 340—397), Руфином (345—410), Сократом Схоластиком (ок. 380—440), Феодоритом Кирским (386—457), Сульпицием Севером (ок. 363—410), Созоменом (ок. 400—450).
Наиболее ранний церковный историк Евсевий Кесарийский (ок. 263—340) в своём труде «Жизнь Константина» подробно сообщает об открытии «божественной гробницы», однако не упоминает ни об обретении Животворящего Креста, ни об участии в этом событии царицы Елены. По его рассказу пещеру, где был погребён Христос, нашли в ходе борьбы с языческими храмами. Когда по приказу Константина срывали насыпь храма «всладострастному демону любви» (то есть богини Венеры), то «вдруг во глубине земли, сверх всякого чаяния, показалось пустое пространство, а потом Честное и Всесвятое Знамение спасительного Воскресения. Тогда священнейшая пещера сделалась для нас образом возвратившегося к жизни Спасителя». Евсевий не уточняет, что представляло собой знамение. По Евсевию царица Елена воздвигла церковь в Вифлееме около другой пещеры, где Христос родился во плоти.
Сократ Схоластик и Евсевий приводят письмо императора Константина к Макарию Иерусалимскому, где император даёт указания о постройке храма на месте открытия «знамения святейших страстей». Однако Константин в письме не называет креста, но говорит об открытии святого места.
Если современники царицы Елены и императора Константина ничего не сообщают об обретении Креста, то уже при его сыне императоре Констанции (правил 337—361) в церковных кругах твёрдо уверены в том, что обретение произошло при Константине. В письме Констанцию по поводу знамения креста на небе епископ Кирилл Иерусалимский пишет: «Ибо при Боголюбезнейшем, и блаженные памяти Константине Отце Твоём, обретено в Иерусалиме Спасительное древо Креста: когда он имея величайшую ревность к благочестию, чрез содействие Божественной благодати обрёл сокровенные Святые места».
Впервые в сохранившихся текстах история обретения Креста появляется в развёрнутом виде у Амвросия Медиоланского в 395 году. В «Слове на кончину Феодосия» он рассказывает о том, как блаженная Елена велела копать на Голгофе и обнаружила там 3 креста. По надписи «Иисус Назорей, Царь Иудейский» нашла она истинный Крест и поклонилась ему. Также она нашла гвозди, которыми был распят Господь, и один из них вставила в узду, а другой в диадему.
Похожая история излагается в 10-й главе «Церковной истории» Руфина, являющейся латинским переводом фрагмента одноимённого сочинения Геласия Кесарийского. Утраченный оригинальный греческий текст Геласия датируется приблизительно 390 годом и может считаться первым известным изложением истории обретения Креста Еленой. Эта история в целом близка рассказу Амвросия, однако содержит вставку с чудесным исцелением умирающей женщины — «божественным свидетельством», подтвердившим надпись на кресте. Согласно Руфину, Крест был найден на месте казни Христа, замаскированном статуей Венеры. Елена строит храм на этом месте, а найденные гвозди отправляет сыну.
В наиболее развитом виде рассказ об обретении Креста появляется у Сократа Схоластика и Созомена. Сам Сократ так сообщает об источнике по истории обретения креста: «Это написал я хотя и по слуху, однако о подлинности сего события говорят почти все жители Константинополя».
Труды этих историков легли в основу последующих описаний обретения Животворящего Креста, в частности в «Хронографии» византийского историка Феофана (760—818).
На основе этих исторических свидетельств с присовокуплением апокрифических источников рассказ об обретении Животворящего Креста был внесён Яковом Ворагинским в его «Золотую легенду», получившую широкую известность на Западе.

#### Дата обретения Креста
Вопрос о точной дате, когда Еленой был обретён Крест, является спорным. Наиболее распространённой является дата, приводимая у Сократа Схоластика — 326 год. Сократ не называет года, в который произошло обретение креста, но в его «Церковной истории» рассказ о событии идёт сразу после упоминания празднования 20-летия правления Константина (25 июля 326 года). Востоковед Иосиф Ассемани (директор Ватиканской библиотеки) в XVIII веке полагал, что Крест был найден Еленой 3 мая 326 года (по юлианскому календарю).
Русский богослов, профессор М. Н. Скабалланович, основываясь на александрийской хронике VI века, относит обретение Креста к 320 году. При этом он категорически не согласен с датировкой этого события 326 годом, так как по ряду данных святая Елена умерла в 325 году, а не в 327, как полагали ранее.

#### Место раскопок
Все немногие указания историков, ближайших по времени к поискам, сводятся к тому что кресты были найдены недалеко от Гроба Господня, однако не в самом Гробе. И хотя существовало иудейское обрядовое предписание, требовавшее, чтобы дерево, на котором кто-либо был распят, было погребено вместе с казнённым, оно не могло было быть исполнено благоговейными учениками Христа, они не стали бы класть орудие казни Ему в Гроб как преступнику.
Существовала вероятность, что все три креста, использованные при казни в тот день, могли быть зарыты вблизи от места распятия. Созомен в своём труде выдвигает следующее предположение о возможной судьбе Креста после снятия с него тела Иисуса: «Воины, как повествует история, сначала нашли мёртвым на кресте Иисуса Христа и, сняв Его, отдали для погребения; потом, намереваясь ускорить смерть распятых по обеим его сторонам разбойников, перебили им голени, а самые кресты бросали один за другим, как попало».
Евсевий Кесарийский так описывает место раскопок:
Сию спасительную пещеру некоторые безбожники и нечестивцы умыслили скрыть от взора людей, с безумным намерением скрыть через это истину. Употребив много трудов, они навезли откуда-то земли и завалили ею всё то место. Потом, подняв насыпь до некоторой высоты, замостили её камнем, и под этой высокой насыпью сокрыли божественную пещеру. Окончив такую работу, им оставалось только на поверхности земли приготовить странную, по истине гробницу душ, и они построили мрачное жилище для мёртвых идолов, тайник демона сладострастия Афродиты, где на нечистых и мерзких жертвенниках приносили ненавистные жертвы.
— Евсевий Кесарийский, «Жизнь Константина». III, 36
О нахождении на месте Гроба Господня святилища Афродиты (Венеры) упоминает в своём труде и Сократ Схоластик, сообщая при этом, что весь Иерусалим пришёл в запустение: «Мудрствующие о Христовом чтили эту гробницу со времени страстей; а убегающие от Христа зарыли то место и, построив на нём капище Афродиты, поставили идола, чтобы истребить самую память о месте».
Храм Венеры в Иерусалиме действительно существовал. Он был построен в 130-х годах императором Адрианом, что привело к мятежу среди местного населения. Считается, что на монетах, чеканившихся при императоре Антонине Пие в Кесарии Палестинской изображена статуя Венеры Победительницы, стоящая в её храме в Иерусалиме. Факт строительства храма Афродиты на месте Гроба Господня упоминает и Феофан: «После этого вскоре от Бога указано Макарию место, на котором выстроен был храм нечистой Афродиты и поставлена её статуя. Богом венчанная Елена, по царской своей власти, немедленно повелела великому множеству мастеров раскопать до основания и очистить место храма Афродиты, за большие деньги сооружённого в давние времена Элием Адрианом».
Место обретения Креста находится в приделе Обретения Креста Храма Воскресения Христова в Иерусалиме, в бывшей каменоломне. Оно отмечено вделанной в пол плитой красного мрамора с изображением православного креста, плита с трёх сторон обнесена металлической оградкой, здесь же первое время хранился Крест. В придел Обретения Креста из подземной армянской церкви святой Елены вниз ведут 22 металлических ступени, это самая низкая и самая восточная точка Храма Гроба Господня, два этажа вниз от основного уровня. В приделе Обретения Креста под потолком около спуска есть окно, отмечающее место, с которого Елена наблюдала за ходом раскопок и бросала для поощрения работавших деньги. Это окно соединяет придел с алтарём церкви святой Елены.
О раскопках Гроба Господня наиболее подробно написал Евсевий Кесарийский, однако он сообщает лишь об одной пещере-гробнице. В действительности же при раскопках их было найдено по меньшей мере две. Вторая пещера — это вырубленный в монолитной скале склеп с двумя погребальными нишами периода Второго Храма. Этот склеп был включён в состав храма Гроба Господня при постройке, и сегодня его можно увидеть в сирийской часовне, в 17 метрах по прямой на запад от Гроба Господня. Согласно преданию, здесь были захоронены погребавшие Христа тайные ученики, святые Иосиф Аримафейский и Никодим. По мнению исследователей, при раскопках могло быть найдено небольшое еврейское кладбище, а когда Евсевий прибыл в Иерусалим, то ему, вероятно, показали только одну гробницу, которая была идентифицирована как Гроб Господень, а соседние с ней уже срыли или уничтожили, чтобы выделить нужную.

#### Помощь Иуды Кириака
Согласно «Золотой легенде», помощь в поисках Креста оказал еврей Иуда (после применённых к нему пыток). Крестившийся потом под именем Кириака (Квириака) он стал затем епископом Иерусалима и принял мученическую смерть во времена императора Юлиана Отступника (такой же рассказ приводится у церковных историков Созомена и Григория Турского). Сведения о нём как об иерусалимском епископе не подтверждаются историками.
Согласно «Золотой легенде», Иуда был одним из еврейских мудрецов, предком которого являлся первомученик Стефан. Узнав от своего отца о месте нахождения Креста, он после приезда Елены в Иерусалим на совете старейшин заявил, что обнаружение Креста разрушит их религию и лишит иудеев превосходства над христианами. Тогда евреи запретили сообщать императрице о местонахождении реликвии, но после того, как Елена пригрозила сжечь их живьём, те выдали Иуду. Елена бросила его в высохший колодец, продержала там семь дней, после чего «он, придя в одно место, возвысил голос свой и молился, чтобы ему ниспослано было знамение. Тотчас же в том месте задвигалась земля, и изошёл дым столь изумительной сладости, что, почувствовав его, Иуда ударил в ладоши от радости и воскликнул: „Воистину, Иисус Христос, Ты Спаситель мира!“».
История об Иуде основана на сообщении Созомена о сведущем иудее, жившем на Востоке, она стала частью официальной легенды об обретении Креста, только в новом ракурсе, созданном Яковом Ворагинским. О привлечении местных жителей к поискам Креста писали также Руфин, Паулин Ноланский и Сульпиций Север Однако позднее в VII веке Иоанн Никийский сообщал, что человеком, нашедшим для Елены Крест был некий Аблавиус, «ревностный христианин, один из самых именитых людей [империи]».

#### Определение подлинности креста
В ходе раскопок, сопровождавшихся появлением благоухания, были найдены три креста — «один — преблаженный, на котором висел Христос, а прочие, на которых распяты были и умерли два разбойника». В определении Истинного Креста помощь Елене оказал иерусалимский епископ Макарий I:

Он разрешил недоумение верою, то есть просил у Бога знамения и получил его. Это знамение состояло в следующем: в той стране одна жена одержима была долговременной болезнью, и наконец, находилась уже при смерти. Епископ вознамерился поднести к умирающей каждый из тех крестов, веруя, что, коснувшись креста драгоценного, она выздоровеет. Надежда не обманула его. Когда подносили к жене два креста не Господних, умирающей нисколько не было лучше, а как скоро поднесён был третий, подлинный — умирающая тотчас укрепилась и возвратилась к совершенному здравию.

Такой же рассказ приводится у Руфина, Феодорита и Никифора Эта версия определения подлинного Креста стала на Востоке наиболее распространённой, её приводит и византийский хронист Феофан (760—818): «К одной женщине знатного рода, отчаянно больной и полумёртвой, Макарий подносил все кресты, и узнал крест Господень. Едва тень его коснулась больной, как бездыханная и неподвижная божественною силою тотчас встала и громким голосом прославила Бога».
На Западе более распространённой версией чуда, произошедшего при установлении подлинности Животворящего Креста, является рассказ, содержащийся в «Золотой легенде», о воскрешении через его возложение мертвеца, проносимого мимо места раскопок. Как гласит армянская легенда, отличие Истинного Креста от двух других состояло в том, что он процвёл — на нём появились цветы, поэтому знаменитые армянские кресты-хачкары имеют растительный узор.
Обретение креста, по свидетельству церковных историков, произвело впечатление не только на христиан, но и на иудеев, так что некоторые из них, как и Иуда из «Золотой легенды», крестились.

### Апокрифическая история о первом обретении Креста
Апокрифическая история первого обретения Животворящего Креста содержится в сирийском «Учении Аддая апостола», полный текст которого сохранился в рукописи VI века (при этом известны отрывки датируемые V веком). Данный апокриф относит обретение Креста к правлению императора Тиберия, который, как сообщает апокриф, будущего императора Клавдия «сделал вторым лицом в государстве». Супруга Клавдия, называемая в апокрифе Протоника (вероятно имя связано с греческим выражением «первая победа» (др.-греч. ἡ πρώτη νίκη), которое по замыслу автора апокрифа должно было подчеркнуть первичность этой легенды по отношению истории обретения Креста императрицей Еленой), обращённая в Риме в христианство проповедью апостола Петра захотела «увидеть Иерусалим и те места, где Господь наш совершил подвиги Свои».
Протоника взяла в путешествие двух своих сыновей и единственную дочь. По приезде в Иерусалим она была встречена с императорскими почестями, но на её просьбу показать ей Голгофу и Гроб Господень апостол Иаков сообщил ей, что они под надзором иудеев, которые «не разрешают нам ходить туда и молиться перед Голгофой и гробницей». Узнав это, Протоника встретилась с иудейскими старейшинами и повелела им передать Голгофу и Гроб Господень христианам, а после пошла туда и нашла в гробнице три креста. Когда она входила в гробницу вместе с детьми, то «её юная дочь упала и умерла без боли, без страдания, без какой бы то ни было причины для смерти». Смерть дочери была использована для определения подлинного Креста Господня — Протоника с молитвой возлагала поочерёдно кресты на свою дочь и после возложения Истинного Креста её дочь ожила и «восславила Бога, вернувшего ей жизнь посредством креста Своего».
Животворящий Крест был передан Протоникой Иакову, первому епископу Иерусалима, а позже во времена Траяна (правил 98—117) при Симоне, втором епископе Иерусалима, оказался погребён. Вторично Крест нашла царица Елена.
Легенда о первом обретении креста существует только в сирийской и под её влиянием армянской литературе.
Образ Протоники полностью заимствован от императрицы Елены, а сам апокриф был использован (в части встречи Протоники с иудейскими старейшинами) Яковом Ворагинским при написании им «Золотой легенды».
Исследователи пришли к выводу, что легенда о первом обретении Креста Протоникой является более поздней версией, появившейся в византийской Сирии под влиянием греческой легенды о Елене и Кириаке.
Существует также коптская версия данной легенды, которая приписывает обретение Креста императрице Евдокии, супруге императора Феодосия II, которая последние десятилетия своей жизни (441/443—460) провела в Иерусалиме и израсходовала большие суммы на усовершенствование города.

### Историчность традиционной версии обретения Креста
Как упомянуто выше, самое раннее свидетельство об открытии Гроба Господня содержится в сочинениях современника этого события Евсевия Кесарийского. Однако Евсевий, подробно рассказывающий об открытии гробницы, не сообщает ни об обретении Животворящего Креста, ни об участии в этом событии царицы Елены. По Евсевию, Елена прибыла в Иерусалим уже после открытия Гроба Господня. Описывая строительную деятельность Елены, Евсевий также нигде не говорит о её участии в возведении «храма Спасителю» на месте гробницы.
Большинство современных историков, опираясь на свидетельства Евсевия, считают версию о нахождении Креста Еленой легендарной. Сторонники легендарности этой версии отмечают, что первые упоминания о нахождении Креста Еленой появляются лишь в текстах конца IV века: фрагменте из «Церковной Истории» Геласия Кесарийского (ок. 390), сохранившемся в латинском переводе Руфина, и «Слове на кончину Феодосия» Амвросия Медиоланского (395).
Многие исследователи считают легендарным также сам факт нахождения Креста при раскопках, проведённых во время правления императора Константина. Помимо свидетельств Евсевия, на легендарность этого факта может указывать отсутствие упоминаний о Животворящем Кресте в «Бордосском Путнике» (Itinerarium Burdigalense), древнейшем из сохранившихся путеводителей по Святой земле, составленном анонимным паломником из Бордо, посетившим святые места в 333—334 годах. Паломник сообщает о местоположении Голгофы и гробницы Христа, над которой «повелением императора Константина сооружена базилика», но ничего не говорит о почитании Креста.
По мнению многих авторов, культ Животворящего Креста возник в промежуток времени между 333 годом, когда Иерусалим посетил паломник из Бордо, и серединой IV века, когда в «Огласительных Словах» Кирилла Иерусалимского (X, 19; XIII, 4) появляются первые свидетельства об этом культе, а чуть позже, в его же письме к императору Констанцию, встречается и первое упоминание об обретении Креста во времена Константина. Что касается легенды о нахождении Креста Еленой, долгое время считалось, что она возникла на западе, но исследования последнего времени показали, что истоки её скорее следует искать в Иерусалиме в середине или второй половине IV века.
В то же время, в ряде опубликованных в последние десятилетия работ было предложено новое обоснование исторической достоверности версии о нахождении Креста во время правления Константина, не принятое, однако, значительной частью исследователей.

## Празднования

### Воздвижение Креста Господня
В честь обретения Креста был установлен праздник Воздвижение Креста Господня, получивший своё название от того, что епископ Макарий I, с целью, чтобы все верующие могли увидеть Крест, воздвигал (то есть поднимал) его, обращая ко всем сторонам света. То же было сделано с Крестом и после его возвращения в 629 году из Персии после 14-летнего плена обратно в Иерусалим при императоре Ираклии.
Праздник Воздвижения Честного и Животворящего Креста Господня отмечается как православной, так и католической церквями 14 сентября (по юлианскому календарю в некоторых православных церквях, и по григорианскому календарю в католицизме).
Отдельно установлено празднование в воспоминание обретения царицей Еленой Креста Господня и гвоздей. В Православной церкви оно совершается 6 марта (по юлианскому календарю), в Католической церкви — 3 мая.

### Происхождение честных древ Животворящего Креста
Начиная с IX века в Константинополе возникла традиция «износить Честное Древо Креста на дороги и улицы для освящения мест и в отвращение болезней». В XII—XIII веках эта традиция вошла в обряды всех православных церквей и праздник получил название «Происхожде́ние (изнесе́ние) честны́х дре́в Животворя́щего Креста́ Госпо́дня». Празднование совершается в первый день Успенского поста — 1 августа по юлианскому календарю. По Уставу он относится к малым праздникам «со славословием», но имеет один день предпразднества.

## Местонахождение

### Период до Крестовых походов
Современник Константина Евсевий Кесарийский в описании деяний Константина ничего не говорит ни об обретении и разделении креста, ни о роли Елены в открытии гробницы, замечает только, что «в превосходнейшей из всех храмин царских чертогов, в вызолоченном углублении потолка, на самой середине его, он [Константин] приказал утвердить великолепную картину с изображением символа спасительных страданий [креста], которое составлено было из различных драгоценных камней, богато оправленных в золото».
Согласно Сократу Схоластику, императрица Елена разделила Животворящий Крест на две части: одну поместила в серебряное хранилище и оставила в Иерусалиме «как памятник для последующих историков», а вторую отправила своему сыну Константину, который поместил её в свою статую, установленную на колонне в центре Константиновой площади. Сведения об этом, по утверждению самого Сократа, написаны им «по слуху» со ссылкой на разговоры жителей Константинополя.
Византийский хронист Феофан в своей «Хронографии» так описывает разделение Креста:

Благостивейшая Елена со страхом и великою радостью воздвигнув животворящее древо, часть его с гвоздями повезла к сыну, другую же, вложив в серебряный ковчег, вручила епископу Макарию, в память будущим поколениям. Тогда же приказала она воздвигнуть церкви на Святом Гробе, лобном месте, и во имя сына своего там, где обретено животворящее древо; также в Вифлееме и на горе Елеонской, и потом возвратилась к преславному Константину. Он встретил её с великою радостью, часть животворящего древа положил в золотой ковчег и отдал на сохранение епископу, гвозди же одни вковал в свой шлем, а другие вставил в уздечку своей лошади.
— «Хронография» Феофана, год 5817 (324/325)
Оставшаяся в Иерусалиме часть Креста находилась там длительное время и выставлялась для поклонения народу. Об этом свидетельствует сообщение Кирилла Иерусалимского, а также рассказ знатной паломницы IV века Сильвии (или Етерии). Она повествует об обряде поклонения древу Креста Господня в Великую пятницу, а также о мерах, которые предпринимались против расхищения частиц древа паломниками.

На Голгофе за Крестом ещё до шестого часа утра поставляется епископу кафедра. На эту кафедру садится епископ, перед ним ставится стол, покрытый платком, кругом стола стоят диаконы и приносится серебряный позолоченный ковчег, в котором находится святое древо Креста; открывается и вынимается; кладётся на стол как древо Креста, так и дощечка (titulus). Итак, когда положено на стол, епископ сидя придерживает своими руками концы святого древа; диаконы же, которые стоят вокруг, охраняют. Оно охраняется так потому, что существует обычай, по которому весь народ, подходя поодиночке, как верные, так и оглашенные, наклоняются к столу, лобызают святое древо и проходят. И так как, рассказывают, не знаю когда, кто-то отгрыз и украл частицу святого дерева, то поэтому теперь диаконы, стоящие вокруг, так и охраняют, чтобы никто из подходящих не дерзнул сделать того же. И так подходит весь народ поодиночке, все преклоняясь и касаясь сначала челом, потом очами Креста и дощечки и, облобызав Крест, проходят; руку же никто не протягивает для прикосновения.

Однако эти меры предосторожности не воспрепятствовали разделению древесины Креста. Церковное предание считает, что практика отделения от него частиц началась уже при императрице Елене — по дороге в Константинополь она оставляла его частицы в основанных ею монастырях. Так, согласно легенде, в 327 году при основании на Кипре монастыря Ставровуни («Гора Креста») она по повелению ангела, явившегося ей по преданию во сне, оставила в нём частицу Животворящего Креста. Как свидетельствует Кирилл Иерусалимский (IV век), уже в его время маленькие части Животворящего Креста были распространены среди христиан. Также и Иоанн Златоуст говорил, что частицы Животворящего Креста были у многих верующих: «Многие, как мужи, так и жены, получив малую частицу этого древа и обложив её золотом, вешают себе на шею». Паулин Ноланский в 403 году послал частицу Святого Креста своему другу Сульпицию Северу, сообщив в письме историю его обретения. Также Паулин сообщает, что хотя от Креста и отделяется множество частиц, но его первоначальная большая часть чудесно сохраняется.
В Константинополе в императорской сокровищнице в правление Константина Багрянородного была создана особая ставротека (известна под названием Лимургская), где хранилось много частиц Животворящего Креста Христова, которые брались для помещения в реликварии, дарившиеся от имени императора.

### «Исчезновение» древа
Иерусалимская часть Креста продолжала храниться в храме Воскресения, о чём свидетельствует наличие в IX веке в числе его клира двух пресвитеров — стражей, охранявших Крест Господень. Краткую историю Животворящего Древа в Иерусалиме излагает в письме от 1108 или 1109 года Анселл, кантор Гроба Господня:

Оставленный [крест] похитил Косдрое [персидский царь Хосров], при разорении Иерусалима, и отвёз в Персиду. Который Эраклий [византийский император Ираклий] по убиении Косдрое вернул в Иерусалим и на Лобном месте для поклонения народа христианского установил. Однако по смерти Эраклия народ неверных настолько подавил христиан, что имя Христово намеревались искоренить и память о Кресте и Гробе уничтожить. Итак, возложив кучу брёвен, сожгли часть Гроба, и подобным образом хотели сжечь и Крест, но христиане скрыли его, из-за чего многие из них были убиты. Наконец, христиане, посовещавшись, разрезав, разделили на много частей и по церквам верных распределили... Итак, в Константинополе, кроме императорского креста, есть отсюда три креста, на Кипре — два, на Крите — один, в Антиохии — три, в Эдессе один, в Александрии один, в Аскалоне один, в Дамаске один, в Иерусалиме — четыре; сирийцы имеют один, греки из Святого Саввы — один, монахи из долины Иосафат — один; мы, латины, при Святом Гробе имеем один, который имеет полторы пяди длины и один палец ширины и толщины столько же. Также патриарх Георгианов имеет один; царь ещё Георгианов [грузинский царь Давид] имел один, который сейчас по милости Божией имеете вы [Собор Парижской Богоматери].

Таким образом, иерусалимский Крест находился в персидском плену с 614 по 628 год, пока не был отдан обратно персидским военачальником Хорямом в обмен на обещание византийцев помочь ему войсками во внутренней смуте. Однако через 10 лет в 638 году Иерусалим сдался арабскому войску, начавшему победное распространение мусульманской веры на Востоке. Крест разделили на части и вывезли кораблями в Константинополь и другие места. Одну из частей спустя некоторое время вернули обратно в Иерусалим, где она хранилась до эпохи Крестовых походов.
Иерусалимская часть Креста была потеряна в 1187 году в Битве при Хаттине, когда после разгрома рыцарского войска святыню видимо захватили мусульмане, как о том сообщает франк Ернул, участник того сражения. Ернул также рассказывает историю о неком тамплиере, который спустя несколько лет после битвы сообщил о том, что закопал Крест и может указать то место. Однако поиски не увенчались успехом.
Константинопольская часть Креста была похищена в 1204 году после разграбления столицы Византии крестоносцами. Она стала источником для некоторых частиц Животворящего Креста Западной Европы. Академик Ф. И. Успенский в своём труде «История крестовых походов», описывая расхищение реликвий из константинопольских храмов, упоминает и о похищенных частицах Креста.

### Реликварии

#### В Православной церкви
Кресты-мощевики с частицей Животворящего Креста известны давно. Они были у многих византийских императоров и других членов царского рода. В России о данной реликвии вероятно стало известно довольно давно — в одном из самых ранних памятников (1-я половина XI века) древнерусской словесности, «Слове о Законе и Благодати» митрополита Илариона, есть упоминание Животворящего Креста: «Он [император Константин] с матерью своей Еленой Крест от Иерусалима принёс [и], по всему миру своему разослав, веру утвердил».
Одной из первых реликвий Животворящего Древа на Руси стала частица в кресте Евфросинии Полоцкой, привезённая в XII веке из Иерусалима в числе прочих реликвий. Частица древа Креста была помещена в «Ковчег Дионисия», который в завещаниях московских великих князей XV века возглавлял перечень передаваемых по наследству святынь, а в XVII — начале XX веков являлся одной из главнейших святынь Благовещенского собора.
В период патриаршества Никона в России стали изготавливать кресты-мощевики «мерою и подобием Креста Христова». Одним из них стал «Кийский крест», куда кроме частицы Животворящего Креста было помещено 108 частиц мощей святых и 16 камней с мест библейских событий.
Русские паломники в Святую землю с первой половины XIX века, из числа особо именитых лиц, получали от Иерусалимского патриарха кресты с частицей Древа Креста Господня в качестве благословения, а позже и награды. Орден Креста с частицей Животворящего Древа и в настоящее время является высшей наградой Иерусалимской церкви.

#### В Католической церкви
Источником для создания реликвий, почитаемых в Западной Европе, стали Иерусалимская и Константинопольская части Животворящего Креста.
Как правило, реликварии делались в форме креста, иногда богато украшенного. Частицы Животворящего Креста составляли фрагмент реликвии, либо заделывались внутрь.
Происхождение четырёх таких реликвий от фрагмента Животворящего Креста, вывезенного крестоносцами из Византии документально доказано. Они хранятся в базилике Санта-Кроче-ин-Джерусалемме в Риме, Соборе Парижской Богоматери и кафедральных соборах Пизы и Флоренции. При исследовании этих реликвий подтверждено, что все частицы Животворящего Креста состоят из древесины оливы.
Фрагмент Креста, хранящийся в реликварии австрийского цистерцианского монастыря Хайлигенкройц, один из немногих, происходящих непосредственно от Иерусалимской части Древа. Этот фрагмент был подарен иерусалимским королём Балдуином IV герцогу Австрии Леопольду V.
Наиболее известные реликвии, содержащие части Креста, хранятся также в испанском францисканском монастыре Санто Торибио де Льебана в Кантабрии, в венском Хофбурге, в Брюсселе и Венеции.

### Частицы Животворящего Креста в настоящее время
За свою историю древо Животворящего Креста было разделено на частицы разного размера, которые сейчас можно встретить во многих храмах и монастырях мира. Возможно, что среди них существуют подделки, но их число определить затруднительно. Церковный реформатор Жан Кальвин полемически заявлял в XVI веке в сочинении «Трактат о реликвиях», что из многочисленных частей Креста можно было бы построить грузовой корабль. Однако исследователь конца XIX века Шарль Роо де Флери в сочинении «Память об орудиях страстей Христовых» (фр. «Mémoire sur les instruments de la passion de la N.-S. J.-C.») сообщает, что суммарный вес всех документально зафиксированных фрагментов Креста составляет всего около трети объёма от Креста.

#### Перенесение в Гатчину части Креста Господня
С 1800 года Правительствующий синод установил на 12 октября праздник в честь «перенесения из Мальты в Гатчину части древа Животворящего Креста Господня, Филермской иконы Божией Матери и десной руки святого Иоанна Крестителя». Реликвии были преподнесены 12 октября 1799 года императору Павлу I рыцарями Мальтийского ордена, прибывшими в Гатчину (45 км к югу от центра Петербурга). Из построенного для ордена Приоратского дворца осенью того же года святыни перевезли в Петербург, где их поместили в Большой церкви Зимнего дворца.
Праздник отмечается не только Русской церковью, но и в ряде других автокефальных поместных православных церквей, в том числе в Сербской. В России по ныне действующему Типикону в день 12 (25) октября вспоминается прежде всего Иоанн Предтеча; специального богослужебного последования этот праздник не имеет.

#### Места хранения по странам
В данном кратком списке представлены наиболее известные в христианском мире места хранения частиц Животворящего Креста.
| Страна     | Храм (монастырь) |
| ---------- | --- |
| Австрия    | Хайлигенкройц |
| Армения    | Эчмиадзин |
| Бельгия    | Церковь Onthaalkerk в Брюгге |
| Германия   | Храм Святой Цецилии, Дюссельдорф |
| Греция     | Афонские монастыри: Иверский, Дионисиат, Котлумуш, Ксиропотам (часть пробитая гвоздём), Филофея, Симонопетра, Святого Павла, Ставроникита и Эсфигмен — единичные частицы; Великая Лавра, Ватопед, Хиландар, Пантократор, Зограф и Каракал — несколько частиц, монастырь Сармаго |
| Грузия     | Собор Светицховели (частица). По преданию часть Креста, один из гвоздей, а также подножье Креста были подарены Грузии императором Константином. Подножье было утеряно при грузинском царе Георгии XII |
| Израиль    | Храм Гроба Господня — самая большая из известных частей Креста |
| Испания    | Монастырь Санто Торибио де Льебана, Кантабрия |
| Италия     | Рим: собор Святого Петра, базилика Санта-Кроче-ин-Джерусалемме, Кафедральный собор Пизы, Санта-Мария-дель-Фьоре во Флоренции |
| Кипр       | Монастырь Ставровуни (частица, по преданию, оставленная святой Еленой при основании монастыря), Церковь Честного Креста в деревне Лефкара, церковь в деревне Тохни |
| Латвия     | Собор староверческой Гребенщиковской общины в Риге |
| Россия     | Александро-Свирский монастырь, Благовещенский монастырь (Нижний Новгород), Крестовоздвиженский монастырь (Нижний Новгород), Богоявленский собор в Елохове, Воскресенско-Феодоровский монастырь, Крестовоздвиженский монастырь (Екатеринбург), Покровский Александро-Невский монастырь, Свято-Троицкий собор Троице-Сергиевой лавры, Церковь Анастасии Узорешительницы (Псков), Крестовоздвиженский Кылтовский женский монастырь, Храм преподобного Сергия Радонежского в Крапивниках, Спасский собор (Пятигорск) |
| Украина    | Крестовоздвиженская церковь (Винница), Крестовоздвиженский собор (Ужгород), Успенский собор (Мукачево), Свято-Успенская Почаевская Лавра Крестовоздвиженская церковь (Святая Успенская Киево-Печерская Лавра) |
| Франция    | Собор Парижской Богоматери, Аббатство Святого Креста, Пуатье (частица, с 568 года), церковь святого Клавдия, Париж (частица принесена из Иерусалима 28 июля 1109 года) |
| Черногория | Цетинье — частица, ранее принадлежавшая Мальтийскому ордену, затем находившаяся в России (Зимний дворец и Гатчина, до 1917 года) |

## В живописи
Самым известным изложением истории Креста является цикл Пьеро делла Франческа в базилике Сан-Франческо в Ареццо. Из циклов, предшествовавших творению Пьеро делла Франческа, наиболее известны фрески Аньоло Гадди, исполненные им по заказу францисканцев в церкви Санта Кроче во Флоренции, фрески Ченни ди Франческо в церкви Сан Франческо в Вольтерре, а также более поздняя по времени История Животворящего Креста, написанная Мазолино в Сант Агостино в Эмполи (1424).

## Прочие сведения
- В 2006 году частица Животворящего Креста была доставлена на околоземную орбиту[105].